# Márcio Luiz Silva Lopes Santos Souza
Márcio Luiz Silva Lopes Santos Souza   (Aracaju, 24 de gener de 1981), conegut esportivament com a Márcio, és un exfutbolista brasiler que va destacar com un dels porters de la història amb major nombre de gols realitzats a pilota aturada (40).
Va iniciar la seva carrera al Bahia (2002-2006), però va consolidar-se a l'Atlético Goianiense, on va ser peça clau durant 10 temporades. Allà va guanyar la Série C brasilera (2008) i quatre campionats estatals. Va començar l'any 2016 a la banqueta, i va acabar sortint del club a mitjans de temporada, per a incorporar-se al Goiás. Després va transitar per altres clubs menors, fins a la seva retirada l'any 2019. Durant la seva carrera va marcar 40 gols en llançaments de falta i penal.